# Les Justes en Rhône-Alpes : Ils étaient hors-la-loi

Les Justes en Rhône-Alpes : Ils étaient hors-la-loi est un téléfilm documentaire français réalisé par André Annosse et diffusé en 2004.

## Synopsis
Ce documentaire retrace l'histoire de Justes de la région Rhône-Alpes. Ces personnes ont risqué leur vie pendant l'occupation nazie pour sauver des juifs persécutés.

## Fiche technique
- Réalisation : André Annosse
- Scénario : André Annosse
- Commentaire dit par Gérard Chevallier
- Témoignages de Richard Prasquier, François-Georges Dreyfus, Anne-Marie Mingat, Jeanne Brousse et Jacques Brugirard
- Sociétés de production : Dargaud Marina, KTO, Centre national de documentation pédagogique, TCT Actualités Télévisées, Belvision France
- Pays :  France
- Durée : 52 minutes
- Date de première diffusion : 26 octobre 2004 sur France 3